# Antoška
Antoška (in russo Антошка?) è un film d'animazione sovietico del 1969 diretto da Leonid Nosyrev, realizzato presso lo studio Sojuzmul'tfil'm sulla base dell'omonima canzone per bambini composta da Vladimir Šainskij e Jurij Ėntin.
Il cortometraggio faceva parte del primo numero della raccolta Vesëlaja karusel'.

## Trama
Il piccolo Antoška rifiuta per pigrizia di aiutare i compagni pionieri e alla fine rimane senza mangiare.